# Hugo Duminil-Copin
Hugo Duminil-Copin (26 augustus 1985) is een Franse wiskundige, gespecialiseerd in kansrekening en percolatietheorie. In 2022 ontving hij de Fieldsmedaille.

## Werk
Het werk van Duminil-Copin concentreert zich op het wiskundige gebied van de statistische fysica. Duminil-Copin gebruikt ideeën uit de kansrekening om het kritische gedrag van verschillende modellen op discrete grafen en roosters te bestuderen. Zijn werk richt zich op het identificeren van het kritieke punt waarop faseovergangen plaatsvinden, wat er op het kritieke punt gebeurt en het gedrag van het systeem net boven en onder het kritieke punt. Hij heeft gewerkt aan afhankelijke percolatiemodellen waarbij de toestand van de "bonds" in een deel van een rooster de toestand van  bonds elders zal beïnvloeden, om inzicht te verkrijgen in Ising-modellen, die worden gebruikt om faseovergangen in ferromagnetische materialen te bestuderen. In samenwerking met Vincent Beffara kon hij in 2011 een formule opstellen voor het bepalen van het kritische punt voor veel tweedimensionale afhankelijke percolatiemodellen. In 2019 publiceerde hij samen met Vincent Tassion en Aran Raoufi onderzoek naar de grootte van verbonden componenten in het rooster wanneer het systeem zich net onder en boven het kritieke punt bevindt. Ze toonden aan dat onder het kritieke punt de waarschijnlijkheid van twee hoekpunten in dezelfde verbonden component van het rooster exponentieel zou afnemen met de scheidingsafstand. Een soortgelijk resultaat geldt boven het kritieke punt. Er is ook een oneindig verbonden component  boven het kritieke punt. Hij heeft ook gezorgd voor meer inzicht in de aard van de faseovergang op het kritieke punt zelf, en of de overgang onder verschillende omstandigheden continu of discontinu zal zijn. De nadruk ligt hierbij op Potts-modellen.
Duminil-Copin onderzoekt conformele invariantie in afhankelijke percolatiemodellen in twee dimensies. Hij claimt dat door het bestaan van deze symmetrieën te bewijzen, er veel informatie over die modellen zou kunnen worden verkregen. Hij en zijn medewerkers bewezen in 2020 dat rotatie-invariantie bestaat op de grens tussen fasen in veel fysieke systemen.
Duminil-Copin ontving de New Horizons in Mathematics Prize 2017 voor zijn werk aan modellen van het Ising-type.
In 2022 ontving Duminil-Copin de Fieldsmedaille voor "het oplossen van al lang bestaande problemen in de probabilistische theorie van faseovergangen in de statistische fysica, vooral in de dimensies drie en vier". Wendelin Werner schreef Duminil-Copin de verantwoordelijkheid toe voor het veralgemenen van het gebied van de percolatietheorie door te zeggen: "Alles is eenvoudiger, gestroomlijnder geworden. De resultaten zijn sterker. ... Het hele begrip van deze fysieke verschijnselen is getransformeerd." Werner zei ook dat Duminil-Copin "in principe de helft van de belangrijkste open vragen" in de percolatietheorie heeft opgelost.